# Injoy Fitness
Injoy Fitness (Eigenschreibweise: INJOY Fitness) ist ein Franchise der ACISO Fitness & Health GmbH. Unter der Marke Injoy werden mehr als 230 Studios in Deutschland und europaweit mehr als 300 Studios betrieben.
Das Unternehmen wurde 2002 in Dorsten von Paul Underberg gegründet. Anfang 2014 wurde eine strategische Allianz mit der Genossenschaft Migros Zürich (GMZ) respektive ihrer deutsche Tochtergesellschaft Migros Freizeit Deutschland GmbH mit der Übernahme von 30 Prozent der Anteilsscheine durch die Migros begründet. Zum 1. Januar 2016 übernahm Migros 100 Prozent der Anteile an der Injoy-Muttergesellschaft Injoy Unternehmensberatung für Fitness- und Wellnessanlagen GmbH.
Im Jahr 2019 gab es eine Fusion der auf die Fitnessbranche spezialisierten Unternehmensberatungen Injoy und Greinwalder & Partner und daraus entstand die ACISO Fitness & Health GmbH mit Sitz in München.
Per 1. Januar 2022 wurde die ACISO Fitness & Health GmbH vom Finanzinvestor Lafayette Mittelstand Capital übernommen.

## Rezeption

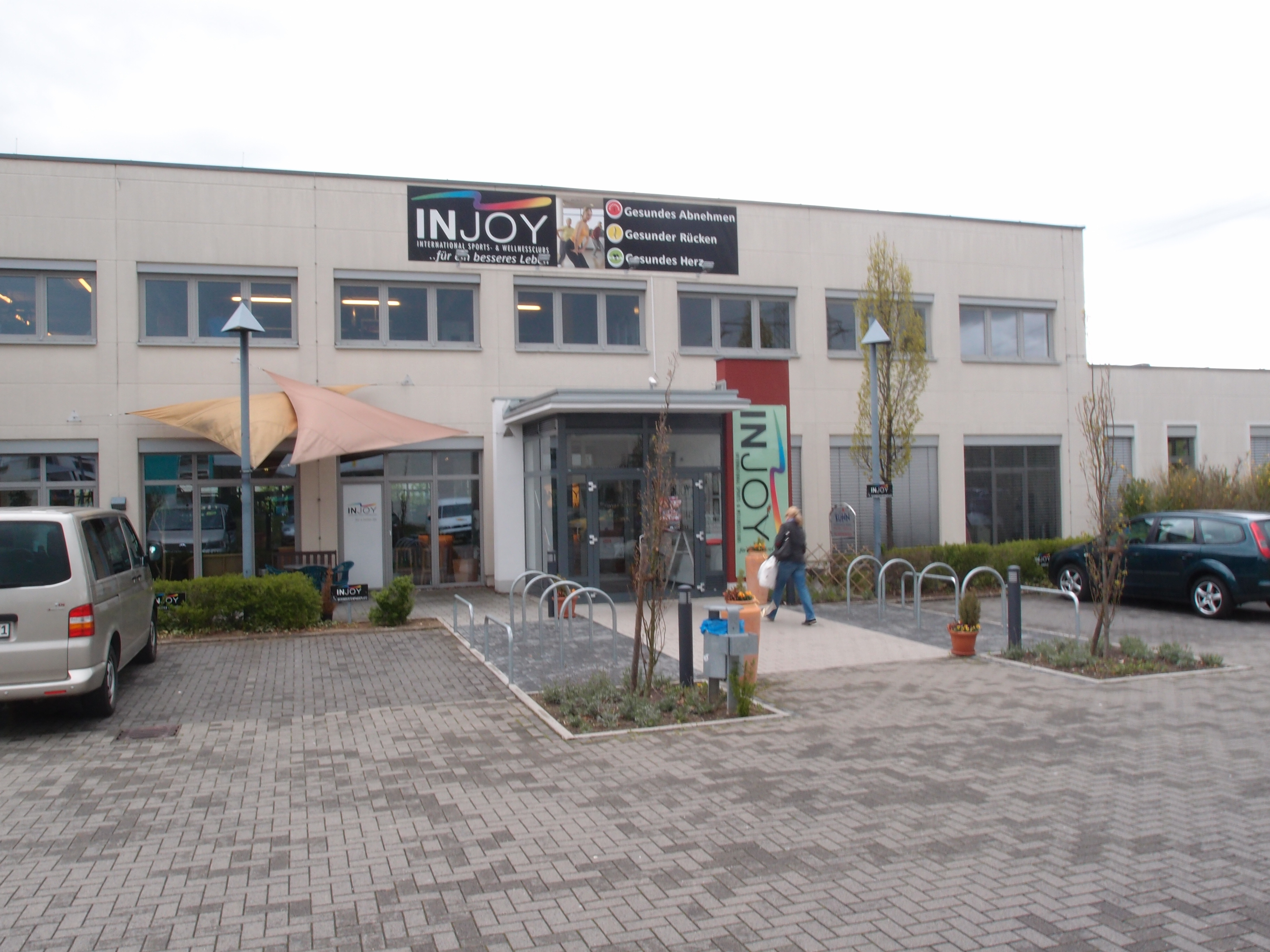
Injoy-Studio in Köln-Wahn

In einem Test der Zeitschrift Öko-Test im Januar 2009 wurde Injoy Testsieger. Im Januar 2012 wurde die Kette Testsieger in einem im Auftrag von n-tv durchgeführten Test des Deutschen Instituts für Service-Qualität. Im Januar 2014 erhielt Injoy in der Zeitschrift test ein „gut“. Für eine Mitgliedschaft in einem Injoy-Studio ist ein überdurchschnittlicher Preis zu bezahlen, jedoch schrieb die Stiftung Warentest in ihrem Artikel, dass Injoy, gemeinsam mit anderen Testsiegern, zwar höhere Preise verlangt, dafür jedoch unter anderem in den Bereichen Einführungstraining, Trainingsplan sowie die Verfügbarkeit und Kompetenz der Trainer ebenfalls überdurchschnittlich bewertet wurde.